# Salome (Name)
Salome [ˈzaːlome] ist ein weiblicher Vorname.

## Herkunft und Bedeutung
Der Name Salome, altgriechisch Σαλώμη Salōmē, geht auf die hebräische Wurzel שׁלם šlm zurück, die „wohlbehalten sein“, „vollständig“, „Frieden halten“ bedeutet.

## Verbreitung

### Antike
In der Zeit von 300 v. Chr. bis 200 n. Chr. war Salome der meistverbreitete jüdische Frauenname. Nach einer Untersuchung, bei der für diesen Zeitraum 247 Namensnennungen von 68 verschiedenen Namen ermittelt wurden, fanden sich 61 verschiedene Frauen mit dem Namen Salome. Somit trugen etwa 28 % der Frauen diesen Namen.

### International
In Georgien ist der Name Salome weit verbreitet. In der Schweiz war der Name in den 1990ern noch relativ beliebt, wurde dann jedoch seltener vergeben und zählt seit 2010 nicht mehr zu den beliebtesten 100 Mädchennamen. Ein ähnliches Bild zeigt sich für Portugal, dort wird der Name jedoch in der Schreibweise Salomé vergeben.
Auch in Frankreich wird, bis auf seltene Ausnahmen, die Variante Salomé vergeben. Bereits zu Beginn des 20. Jahrhunderts war der Name dort mäßig beliebt. Die Popularität sank jedoch und seit den 1930er Jahren wurde der Name nicht mehr vergeben. Mitte der 1980er Jahre erlebte der Name einen raschen Aufstieg. Seit 1995 stand der Name mit nur wenigen Unterbrechungen auf der Liste der 100 beliebtesten Mädchennamen des Landes.

### Deutschland
In Deutschland war der Name noch nie besonders beliebt. Auch heute wird er nur selten vergeben. Im Jahr 2021 stand er auf Rang 401 der Hitliste.

## Varianten
- Französisch: Salomé
- Georgisch: სალომე Salome
- Griechisch: Σαλώμη Salōmē
- Isländisch: Salóme
- Italienisch: Salomè
- Litauisch: Salomėja
- Polnisch: Salomea
- Portugiesisch: Salomé
- Sorbisch: Salomeja
- Spanisch: Salomé
  - Gaskonisch: Salòme
- Ukrainisch: Соломія Solomija

## Namenstag
- Der Namenstag von Salome wird in Gedenken an die gleichnamige Jüngerin am 24. April gefeiert.[9]
- Im Katholischen ist der Namenstag am 22. Oktober.
- Im Griechisch-Orthodoxen ist der Namenstag am 3. August

## Bekannte Namensträgerinnen

### Salome, Salomé
Antike
- Salome Alexandra, Königin von Judäa (78–67 v. Chr.)
- Salome (* um 65 v. Chr., † um 10 n. Chr.), Schwester Herodes’ des Großen
- Salome (Tochter der Herodias), die Tochter der Herodias, Stieftochter und Nichte des Herodes Antipas und Enkelin Herodes’ des Großen
- Salome (Jüngerin), Jüngerin Jesu von Nazaret

Neuzeit
- Salome Alt (1568–1633), Lebensgefährtin des Fürsterzbischofs von Salzburg Wolf Dietrich von Raitenau
- Salomé Báncora (* 1993), argentinische Skirennläuferin
- Salome Bey (1933–2020), kanadisch-US-amerikanische Jazz- und Bluessängerin, Schauspielerin und Komponistin
- Salome Burckhardt-Schönauer (1640–1691), Schweizer Oberzunftmeistersgattin, Symbol des Weiberregiments
- Salome Clausen (* 1986), Schweizer Sängerin
- Salomé Dewaels (* 1995/6), belgische Filmschauspielerin
- Salome Dewidse (* 1986), georgische Tennisspielerin
- Salome Fuchs (* 1993), Schweizer Skispringerin
- Salomé de Gélieu (1742–1820), Schweizer Pädagogin und Erzieherin an europäischen Fürstenhöfen
- Salomé di Iorio (* 1980), argentinische Fußballschiedsrichterin
- Salome Gluecksohn-Waelsch (1907–2007), deutsch-amerikanische Genetikerin
- Salomé Haller (* 1975), französische Opern- und Oratoriensängerin
- Salomée Halpir (* 1718; † nach 1763), polnische Medizinerin und Augenärztin
- Salomé Jashi (* 1981), georgische Dokumentarfilmerin
- Salome Jens (* 1935), US-amerikanische Schauspielerin
- Salome Kammer (* 1959), deutsche Schauspielerin und Musikerin
- Salomé Kora (* 1994), Schweizer Leichtathletin
- Salome Kruschelnytska (1872–1952), ukrainische Opernsängerin
- Salome Lang (* 1997), Schweizer Leichtathletin
- Salome Matschaidse (* 1973), georgische Künstlerin und Filmemacherin
- Salome Melia (* 1987), georgische Schachspielerin
- Salome Moana (* 1994), Schweizer Sängerin und Komponistin
- Salome Nyirarukundo (* 1997), ruandische Mittelstreckenläuferin
- Salome von Pflaumern (* 1591 oder 1592; † 1654), deutsche Ordensfrau (Benediktinerin)
- Salome Pitschen (* 1966), Schweizer Filmemacherin, Filmproduzentin, Regisseurin und Drehbuchautorin
- Salome Reiser (1965–2014), deutsche Musikwissenschaftlerin
- Salomé Richard (* 1987), belgische Schauspielerin
- Salome Scheidegger (* 1987), Schweizer Pianistin
- Salome Surabischwili (* 1952), georgisch-französische Politikerin (Georgiens Weg), seit 2018 Präsidentin Georgiens
- Salomé Ureña (1850–1897), dominikanische Dichterin und Pädagogin
- Salome Zimmermann (* 1957), Schweizer Juristin

Nachname
- Jacques Salomé (* 1935), französischer Sozialpsychologe und Schriftsteller
- Jean-Paul Salomé (* 1960), französischer Regisseur
- José Salomé Pina (1830–1909), mexikanischer Maler
- Lou Andreas-Salomé (1861–1937), russisch-deutsche Schriftstellerin
- Théodore Salomé (1834–1896), französischer Organist und Komponist
- Vitorino Salomé (* 1941), portugiesischer Liedermacher, Folksänger, Protestsänger und Komponist

Künstlername
- Salomé (Sängerin) (* 1939; bürgerlich María Rosa Marco Poquet), spanische Sängerin
- Salomé (Künstler) (* 1954; bürgerlich Wolfgang Ludwig Cihlarz), deutscher Künstler der „Neuen Wilden“

### Salomea
- Salomea von Polen (* um 1211; † 1268), polnische Prinzessin und ruthenische Fürstin sowie Selige
- Salomea Odonicówna (* zwischen 1225 und 1235; † zwischen 1266 und 1271), Prinzessin und Herzogin von Glogau
- Salomea von Großpolen (* zwischen 1162 und 1164; † 1183), polnische Prinzessin und Herzogin von Pommern

0
- Salomea Genin (* 1932), deutsch-australische Publizistin
- Salomea Kempner (* 1880; † 1940 oder später), polnische Psychoanalytikerin

Zwischenname
- Marie Salomea Skłodowska Curie (1867–1934), polnische Physikerin und Chemikerin